# 大神氏
大三輪氏（おおみわうじ）、または三輪氏（みわうじ）は、大和国磯城を発祥とし、大物主神を祖神とする氏族。

## 概要
直接的には、大田田根子の孫・大三輪大友主が氏祖である。
大神神社（奈良県桜井市三輪）を奉斎する大和国磯城地方（のちの大和国城上郡・城下郡、現在の奈良県磯城郡の大部分と天理市南部及び桜井市西北部などを含む一帯）が本貫。
氏の名は大和国城上郡大神郷の地名に由来する。三輪氏の姓は初め君だったが、天武天皇13年（684年）11月に三輪高市麻呂ら一族が朝臣姓を賜り、改賜姓五十二氏の筆頭となる。飛鳥時代の後半期の朝廷では、氏族として最高位にあったとする。奈良時代には多くが三輪氏と名乗るようになる。
同族に鴨君、神部直、神人部直、石辺公、長公、都佐公、長阿比古氏、億岐氏などがある。

## 始祖
『古事記』では大物主大神の5世孫である「意富多多泥古（オホタタネコ）は神君および鴨君（のちの賀茂朝臣）の祖」と記されており、『日本書紀』「神代第八段、一書（異伝）」に大三輪神の子は甘茂君・三輪君などと記されている。また「巻第五崇神天皇8年12月条」にも、大物主神の子大田田根子（オホタタネコ）は今の三輪君などの祖であると記述されている。
これら史料から、三輪氏は大物主神の後裔として、その祖神の祭祀を司る有力氏族であったことがわかる。ただし『日本書紀』や『先代旧事本紀』では事代主神の子孫も三輪氏となっている。
『新撰姓氏録』「大和国神別」では三輪氏を素佐能雄命の6世孫、大国主神の後裔とする。

## 動向
『日本書紀』によれば、垂仁天皇3年3月天日槍が来朝したとき、三輪君の祖の大三輪大友主が遣わされ尋問したという。大友主は仲哀天皇9年2月、四大夫の一人として仲哀天皇崩御の宮中を守っている。
敏達天皇14年（585年）6月、三輪逆は排仏派として物部守屋・中臣磐余とともに寺・仏塔を焼き仏像を捨てることを企てた。用明天皇元年（586年）5月、穴穂部皇子が殯宮で炊屋姫皇后（のちの推古天皇）を犯そうとしたとき、炊屋姫の寵臣だった三輪逆が皇后を守った。
皇極天皇の時、三輪文屋は山背大兄王に仕え、運命をともにしている。
大化5年（649年）5月、三輪色夫が新羅に派遣されている。
天智天皇2年（663年）3月にも三輪根麻呂が新羅征討の中将軍に任命されている。
天武天皇元年（672年）6月、伊勢介三輪子首は大海人皇子（のちの天武天皇）を鈴鹿郡（三重県鈴鹿郡・亀山市と鈴鹿市の一部）に迎え、同年7月には三輪高市麻呂らが箸陵（奈良県桜井市箸中）付近で近江朝廷軍に大勝した。この壬申の乱における活躍が天武・持統朝における大三輪氏の地位を高めた。持統天皇3年（689年）2月、大神安麻呂が判事になる。同6年3月、中納言三輪高市麻呂は天皇の伊勢行幸が農事を妨げるとして再度にわたり諫言した。
中世には三輪氏の子孫地下官人山井家（やまのいけ）と称した。南北朝時代に活躍した山井景光は笛の名人として知られ、後醍醐・光明両天皇に笛を伝授し、その功績から雅楽頭を経て従五位上安芸守まで昇った。

### 三輪氏と対外政策
三輪氏やその一族は、古くから対外政策に携わってきた。それは、以下の伝承から確認できる。
- 垂仁天皇3年3月に天日槍が来朝した際に、三輪君の祖の大三輪大友主が遣わされた。
- 神功皇后の三韓征伐の際に筑紫国に大己貴神社が祀られた。
- 神功皇后の新羅征伐の際に従軍した大矢田宿禰は大三輪真鳥という人物であったとする伝説が存在する。
- 孝徳天皇期以前に三輪栗隈君東人が任那と百済の国境を視察した。
- 天武天皇13年5月28日に三輪引田君難波麻呂が高句麗に遣わされた。
- 大化5年（649年）5月に三輪君色夫が新羅に派遣されている。
- 天智天皇2年（663年）3月に三輪君根麻呂が新羅征討の中将軍に任命され、それに粟鹿神社祭主の神部根マロも従軍している。

また、三輪引田君氏の本拠地である秉田神社（大和国木上郡引田郷）から初瀬川 (奈良県)を挟んだ対岸には狛という地名があること、『新撰姓氏録』には「狛人野　大物主命子櫛日方命之後也」・「神人　高麗国人許利都之後也」と見えること、三輪氏は陶邑の須恵器を作成する工人を配下に置き、そこで作られた須恵器を用いて三輪山で祭祀を行っていたことなどからも、三輪氏と朝鮮半島の関係は深かったことが推察できる。